# Lustar

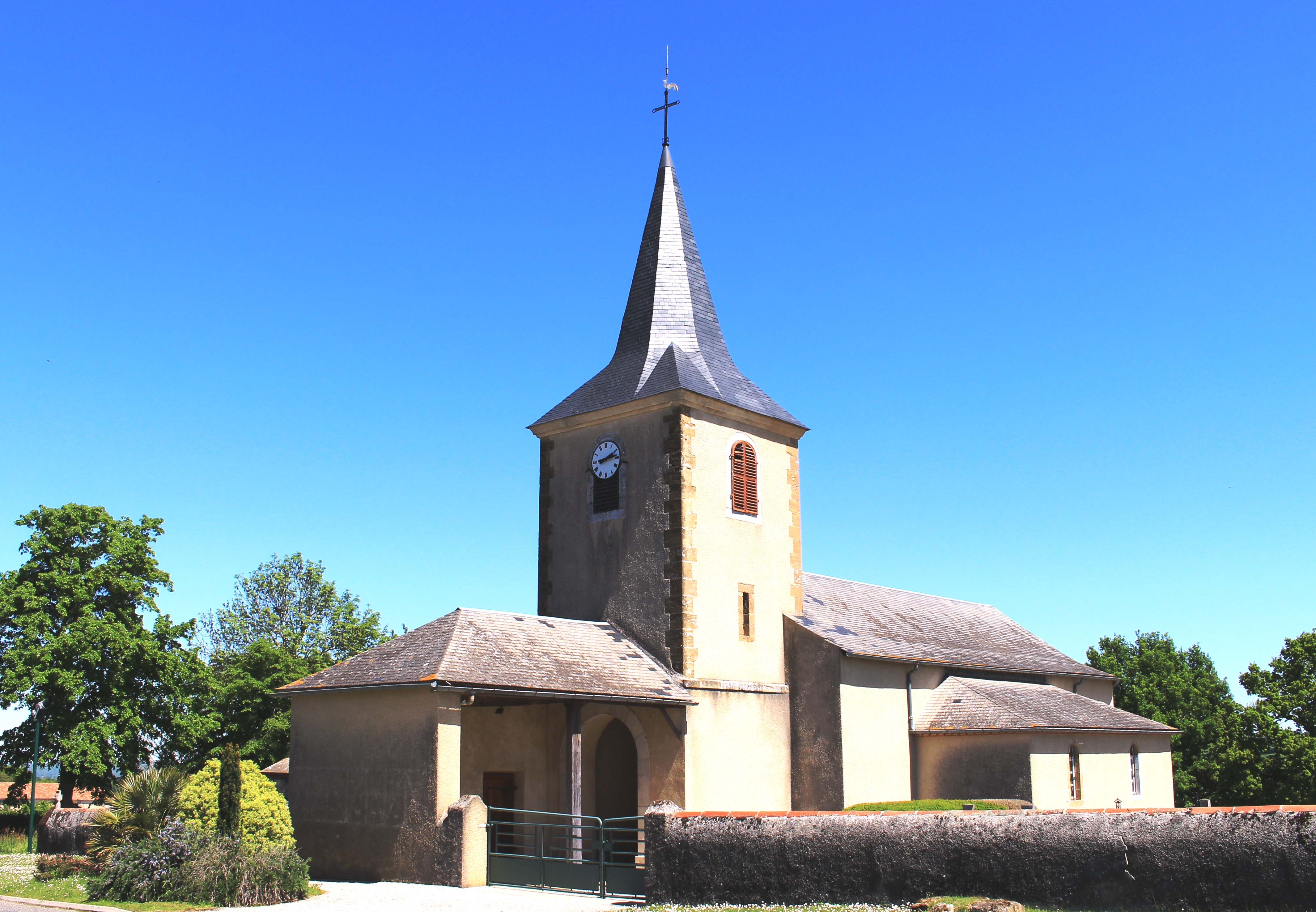
Lustar – Église de Saint-Martin

Lustar ist eine südfranzösische Gemeinde mit 97 Einwohnern (Stand 1. Januar 2022) im Zentrum des Départements Hautes-Pyrénées in der Region Okzitanien.

## Lage und Klima
Die Gemeinde Lustar liegt im Pyrenäenvorland in einer Höhe von ungefähr 300 m. Die nächstgelegene Stadt Tarbes befindet sich gut 27 km südwestlich. Das Klima ist gemäßigt bis warm; Regen (ca. 810 mm/Jahr) fällt hauptsächlich im Winterhalbjahr.

## Bevölkerungsentwicklung
| Jahr                     | 1800 | 1851 | 1901 | 1954 | 1999 | 2016 |
| ------------------------ | ---- | ---- | ---- | ---- | ---- | ---- |
| Einwohner                | 226  | 384  | 236  | 180  | 109  | 118  |
| Quelle:Cassini und INSEE |      |      |      |      |      |      |

Wegen der durch die Reblauskrise im Weinbau und die zunehmende Mechanisierung der Landwirtschaft ausgelösten Landflucht ging die Einwohnerzahl der Gemeinde im Lauf des 20. Jahrhunderts kontinuierlich zurück und stieg seitdem wieder an.

## Wirtschaft
Die Gemeinde ist nahezu ausschließlich landwirtschaftlich orientiert.

## Geschichte
Der Ortsname wird um das Jahr 1400 erstmals erwähnt. Seit dem Mittelalter und bis zum Beginn der Französischen Revolution gehörte die Gemeinde zur historischen Provinz Bigorre.

## Sehenswürdigkeiten
Die vom örtlichen Friedhof umgebene und im ausgehenden 19. Jahrhundert an der Stelle eines mittelalterlichen Vorgängerbaus erbaute Église Saint-Martin ist dem hl. Martin von Tours geweiht.